# Condado de Logan (Ohio)
O Condado de Logan é um dos 88 condados do estado americano de Ohio. A sede do condado é Bellefontaine, e sua maior cidade é Bellefontaine. O condado possui uma área de 1 209 km² (dos quais 22 km² estão cobertos por água), uma população de 46 005 habitantes, e uma densidade populacional de 39 hab/km² (segundo o censo nacional de 2000). O condado foi fundado em 1817.